# دیگو کلتنهاف
دیگو کِلَـتِنهاف (زاده ۱۹۷۹) بازیگر کانادایی است. وی علاوه بر نقش‌آفرینی در سریال هوملند، در سریال فهرست سیاه نیز نقش مأمور اف‌بی‌آی را ایفا می‌کند. وی همچنین در مینی سریال سقوط‌کرده نقش ناتائیل را ایفا کرده‌است.
دیگو متولد نوا اسکوشیا است ولی در سن ۱۹ سالگی برای فعالیت در رشته بازیگری به تورنتو می‌رود. وی در تورنتو، در هنگام شرکت در کلاس‌های آموزشی بازیگری، به عنوان پیش‌خدمت نیز مشغول به کار بوده. وی علاقه زیادی به بیسبال، هاکی، گلف و شنا دارد.
او همچنین در فیلم‌های اسطوخودوس، سرزمین خشک و شاهزاده خانم یخی نیز بازی کرده‌است.

## پیوند
- دیگو کلاتنوف در بانک اطلاعات اینترنتی فیلم‌ها